# Geschiedenis van de Habsburgse Nederlanden (1482-1556)
De Habsburgse Nederlanden was een benaming voor de gebieden in de Lage Landen die geregeerd werden door vorsten uit het huis Habsburg. Deze periode begon in 1482 en eindigde voor de Noordelijke Nederlanden in 1581 (erkend in 1648) en voor de Zuidelijke in 1795.
Deze geschiedenis van de Habsburgse Nederlanden beschrijft de periode tussen het einde van de Bourgondische tijd in 1482 en het begin van de Spaanse tijd in 1556, toen de Nederlanden (ongeveer samenvallend met het huidige Nederland, België, Noord-Frankrijk en Luxemburg) onder het bestuur van het huis Habsburg kwamen. Het Prinsbisdom Luik maakte geen deel uit van de Habsburgse Nederlanden aangezien zij geen deel uitmaakten van de Zeventien Provinciën, maar wordt wel gerekend tot de Zuidelijke Nederlanden.

## De Habsburgse Nederlanden

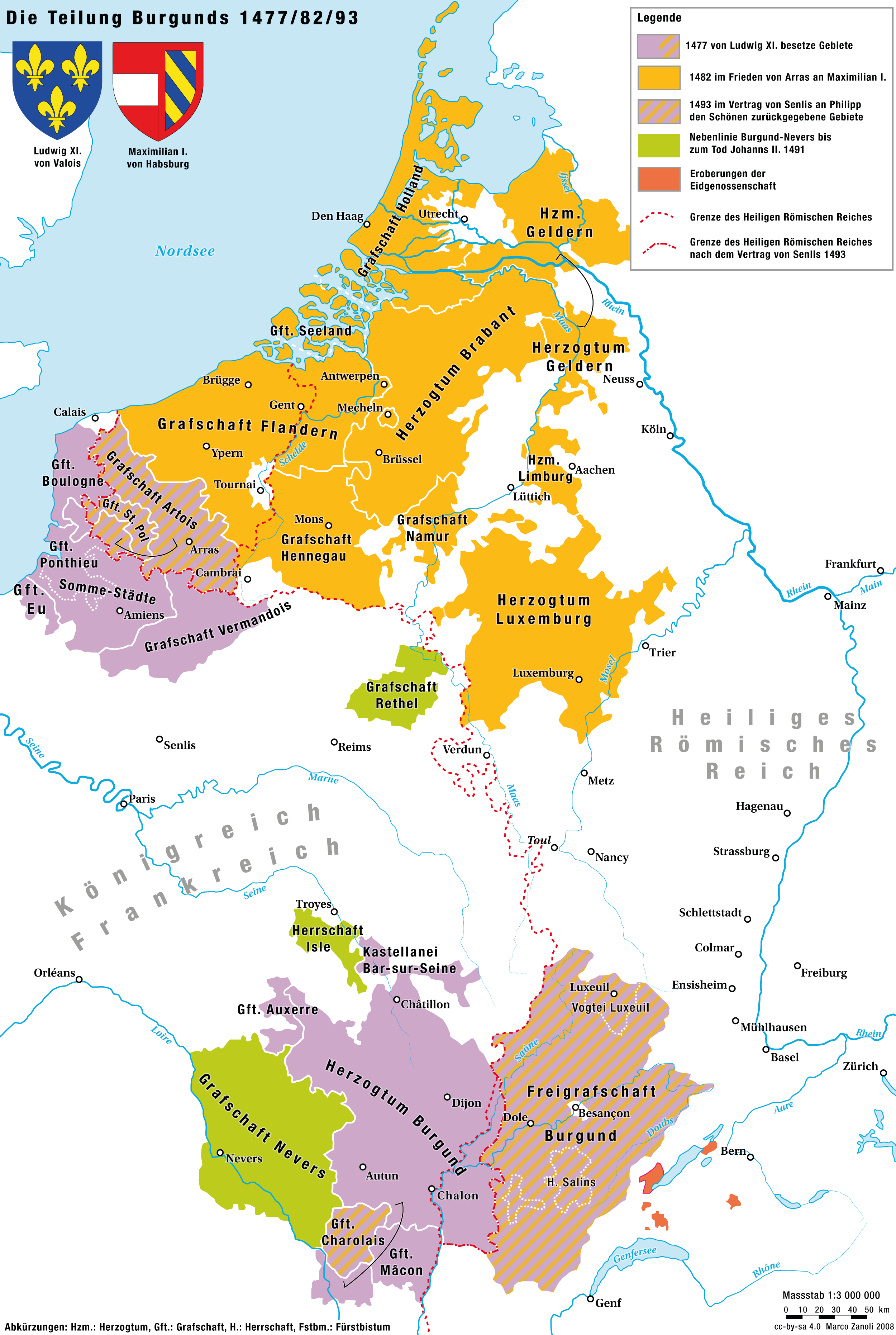
De verdeling van de Bourgondische erfenis tussen Frankrijk en Habsburg tot 1493

Vanaf 1482 worden de Bourgondische Nederlanden of Lage Landen van herwaarts over de Habsburgse Nederlanden genoemd, omdat hun erfenis na de dood van de laatste Bourgondische hertogin aan het huis Habsburg werd overgedragen.

## Onder Filips de Schone - regent Maximiliaan van Oostenrijk (1482-1494)

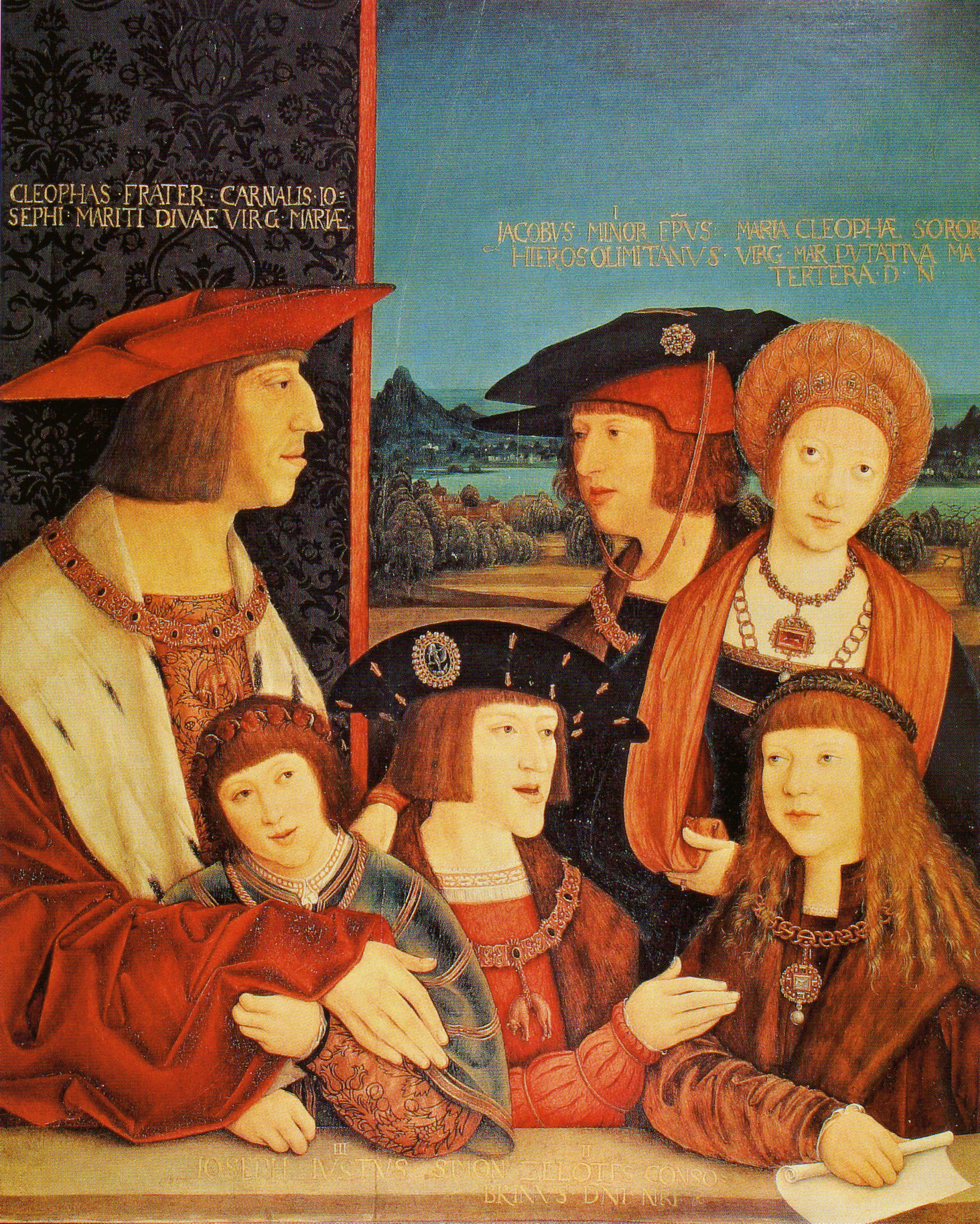
Keizer Maximiliaan I met zijn zoon Filips de Schone, zijn vrouw Maria van Bourgondië en zijn kleinkinderen Ferdinand I, Karel V en Eleonora. Dit tafereel is fictief: Maria was al overleden in 1482 voordat haar kleinkinderen werden geboren.

Toen op 25 maart 1482 de vijfentwintigjarige aartshertogin Maria van Bourgondië door een val van haar paard overleed, was het haar echtgenoot Maximiliaan van Oostenrijk die het regentschap over de Nederlanden moest waarnemen voor hun vierjarige zoon Filips de Schone.

### Politieke accentverschuiving
In tegenstelling tot zijn overleden echtgenote was de toekomstige keizer van het Heilige Roomse Rijk nooit bijzonder populair geweest in de Lage Landen. Hij bezat niet voldoende politieke feeling voor wat daar leefde aan sociale krachten, sprak ook de taal niet. En iedereen voelde aan dat zijn ware motivatie erin bestond de Bourgondische staat van voor 1477 te herstellen, terwijl hij zich tegen Frankrijk verdedigde. Hij was dan ook erg begaan met het innen van gelden voor oorlogen en trad daarbij de privileges van de steden met voeten.
De periode onder Maximiliaan als regent wordt gekenmerkt door krachtsverhoudingen van drie partijen, die haaks op elkaar stonden: zijn eigen ambitie om Bourgondië te heroveren en later het Duitse Rijk naar het westen toe uit te breiden, de ambitie van de Franse koning om zijn rijk naar het oosten uit te breiden, en daartussen de ijver van de steden met hun eigen tweestrijd tussen patriciaat en ambachten of gilden, waarbij vooral deze laatsten hun politieke macht wensten te vergroten om ten behoeve van de handel de vrede te bestendigen. Dit leidde tot wisselende overhandse bondgenootschappen.

### Vrede van Atrecht

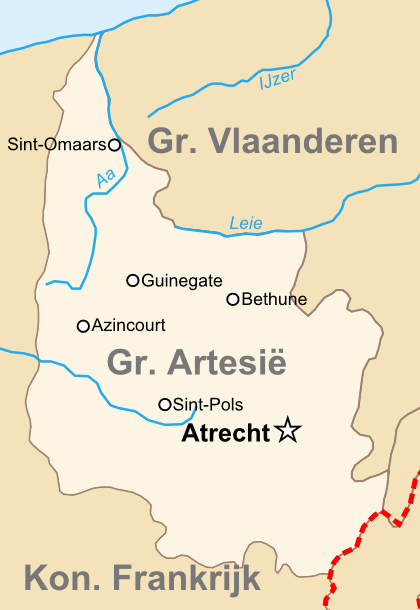
Topografische kaart van Graafschap Artesië late 14e eeuw.

De Staten-Generaal die de Nederlanden hoorden te besturen, bleken niet bij machte de eenheid te bewaren, vanwege innerlijke verdeeldheid uit particularisme. Maximiliaan beloofde hun dan wel geen oorlog of vrede zonder voorafgaande goedkeuring aan te gaan, evenmin hield hij hen op de hoogte van zijn plannen. Dat wekte achterdocht, wrevel en uiteindelijk opstand (waarin overigens koning Lodewijk XI van Frankrijk via opruiers mee de hand had) in verschillende steden in Vlaanderen en daarna ook in Holland, Brabant en Utrecht. Maximiliaan beantwoordde dit in de klassieke stijl met militair geweld. De Staten wisten uiteindelijk, aangedreven door onderhandelaars uit Gent, de aartshertog te overhalen om op 23 december 1482 het verdrag van Atrecht te ondertekenen, waarbij de vrede met Frankrijk gegarandeerd werd, en hij dus zijn ambitieuze plannen moest opbergen. De vrede was in het voordeel van de steden, die op die manier hun handel en nijverheid verder konden uitbreiden. Er brak toen een periode aan waarin de buitenlandpolitiek van Maximiliaan in feite gedicteerd werd door de machtige stad Gent, die zich gesteund wist door Lodewijk XI.
Maar na de dood van de Franse koning (30 augustus 1483) verklaarde Maximiliaan de Vrede van Atrecht ongeldig, omdat deze onder bedreiging was afgedwongen, en terstond trad hij in actie om een alliantie te smeden waarmee hij weerwraak zou nemen en Bourgondië heroveren. Hij meldde al zijn gezanten alvast de toezegging van de staten van de Nederlanden, behalve Vlaanderen, "dat hij weldra zou onderwerpen". Dit bleek niet enkel grootspraak, want naarmate de particularistische politiek van de ‘Drie Leden’ in Vlaanderen machtiger werd, hadden de andere gewesten begrepen, dat zij dezelfde belangen hadden als Maximiliaan. En toen deze laatste met een getraind leger kwam opdagen, gaven een na één de versterkte plaatsen zich over. Gent moest van al zijn sedert 1477 verkregen privileges afzien en zich ertoe verbinden de hertog in het genot te laten van al de door hen betwiste rechten, voorrechten, domeinen en heerlijkheden. Filips verliet het Prinsenhof, en ging in Mechelen verblijf houden.

### Rooms koning
Daarna richtte Maximiliaan zich op zijn taak in het Heilige Roomse Rijk. In juni 1486 keerde hij gekroond als Rooms koning terug en deed zijn intrede in de steden. Die ontvingen hem nu met ongemeen praalvertoon, ‘want het was iets nieuws en ongewoons, een koning tot heer te hebben’. In juli kwam zijn oude vader, keizer Frederik III op familiebezoek en werd met evenveel praal ontvangen. Het was immers sedert keizer Hendrik V geleden dat nog een keizer de Lage Landen had bezocht. Hij kwam dan wel niet als hoofd van het Duitse Rijk, maar als hoofd van het Habsburgse huis om zijn verwanten te zien en zijn kleinzoon in de armen te drukken.
Maximiliaan van zijn kant was nog steeds verbitterd en wilde de hoon van de Vrede van Atrecht wreken. Zijn plan was om Frankrijk tussen twee legers te verpletteren en daarvoor sloot hij een overeenkomst met de hertog van Bretagne en vriendschapverdragen met Orléans en Navarra. Vanaf de zomer 1486 kwamen de legers in beweging. Picardië en Artesië werden onder de voet gelopen. In augustus sloegen de Fransen terug en namen Sint-Omaars en Terwaan waarna ze een grote overwinning behaalden voor Béthune. De steden voelden intussen de druk van de toenemende belastingen om de oorlog te financieren en ondergingen de ongemakken van zich kazernerende legers, en ze begonnen zich weer tegen Maximiliaan te keren. Vooral de Vlamingen, die de Vrede van Atrecht als hun verwezenlijking hadden beschouwd, vergaven de vorst niet, dat hij die geschonden had. Brugge beschuldigde hem ervan, dat het zijn handel aan die van Antwerpen had moeten prijsgegeven. Gent kon de verbeurdverklaring van de privileges nog steeds niet verkroppen en sloot opnieuw een alliantie met Frankrijk, waarna het een soort Gents Gemenebest uitriep, met herstel van de oude vrijheden terwijl de ambachten hun eerder overwicht hervatten. Brabant bleef de kant van de vorst kiezen, omdat het geen nieuw concurrentievoordeel voor Brugge tegenover het opkomende Antwerpen wenste.
Nadat de Gentse coalitie op 9 januari 1488 een geslaagde krijgstocht tegen Kortrijk voerde, kwam Maximiliaan met een klein leger naar Brugge 'om te onderhandelen'. Alleen hemzelf werd toegang verleend door de gewapende milities van de ambachten die de poorten bewaakten, waarna hij door een verbitterd en achterdochtig geworden volk van ambachtslieden werd vastgehouden om inderdaad te onderhandelen. Frankrijk stuurde bemiddelaars, en Karel VIII zette zelfs uiteindelijk zijn zegel op de bereikte overeenkomst van 12 mei 1488 nadat die ook door Brabant, Henegouwen, Zeeland en het Naamse was aanvaard, en waarin Maximiliaan de vredesbelofte herstelde en het groot privilege bevestigde. Drie dagen nadat de vrede in Henegouwen en Brabant plechtig was uitgeroepen, verbrak hij echter opnieuw die overeenkomst en kwam met een groot leger "op bevel van de keizer" Gent belegeren. Intussen kwamen vanuit het zuiden Franse troepen Gent te hulp. En nadat Antwerpen zich aan de zijde van Maximiliaan schaarde, gevolgd door Henegouwen, terwijl Brussel en Leuven aan Gent trouw bleven, raakte het land in een tweestrijd tussen enerzijds degenen die de vrijheden aanhingen en anderzijds zij die de handels- en nijverheidsbelangen het hoogst aanschreven.

### Politieke verdeeldheid
De onafhankelijkheidsgedachte won veld in de persoon van Filips van Kleef die Maximiliaan verweet de Nederlanden bij Oostenrijk te willen inlijven. Filips van Kleef kon het keizerlijk leger gemakkelijk weerstand bieden met de steun van de Vlaamse steden, en in september ook Brussel en Leuven, door de Hoeksen, die weer de wapens opnamen, door de Luikenaars met Willem van der Marck en ten slotte, door Esquerdes' ruiterij en de door Karel VIII gezonden Franse huurlingen. Frederik noch Maximiliaan bezaten overigens de middelen om hun krijgstroepen lang onder de wapens te houden. Deze raakten ontmoedigd na een vergeefse veertiendaagse belegering van Gent, dat gewoontegetrouw als verdedigingsmiddel het omliggende onder water zette door zijn rivieren te doen overstromen. De terugtrekking nadat Frederik in oktober zelf uittrok, leverde op het platteland nog een aantal vernielende schermutselingen op, waarna in februari 1489 Maximiliaan zelf wegens andere politieke belangen de Nederlanden verliet, en de herovering van de gebieden overliet aan de stadhouder, hertog Albrecht van Saksen. In de periode die volgde geraakte de burgeroorlog in de Nederlanden ondergeschikt aan de grotere internationale politiek, en besloten de steden een na één hun poorten open te zetten voor deze Albrecht. De Franse koning had namelijk als opperleenheer van Vlaanderen bij het verdrag van Montil-lez-Tours van 30 oktober 1489 aan Maximiliaan toegezegd dat zij de Roomse koning als momboor zouden erkennen en hem 300.000 gouden kronen betalen, als boete en in ruil voor vrede. Filips van Kleef, die dit verdrag weigerde te tekenen, trok naar Sluis, dat de weerstand tegen Albrechts pogingen tot bezetting dan ook zou blijven volhouden. Maar zijn ambitie om de grote oppositie tegen de 'momboor' te leiden was mislukt.
De laatste gewapende uitbarstingen van particularisme in Brugge en Gent luidden een nieuwe tijdsgeest in. Na de onderwerping van de meest ontembare stad in de Nederlanden eindigde het tijdvak van de gemeenteoproeren. De strijd, die meer dan een eeuw tussen de Staat en de gemeenten gevoerd werd, was een strijd tussen het middeleeuws grondbeginsel van particularistische zelfstandigheid en het nieuwere van monarchale centralisatie. Hij zou eindigen met het zegevieren van dit laatste.

## Onder Filips de Schone (1494-1506)
Op 12 juni 1493 werd de jonge Margaretha van Oostenrijk overgedragen aan de gezanten van haar vader, om naar Mechelen te worden gebracht. De Blijde Inkomst in Leuven op 9 september 1494 van haar intussen meerderjarig geworden broer Filips de Schone luidde een nieuwe periode van vrede in voor de Nederlanden.
Hij zette er de centralisatiepolitiek van zijn voorgangers voort, onder meer door in 1504 te Mechelen definitief de Grote Raad te vestigen. In alle steden werd de magistraat vervangen door de ‘commissarissen des vorsten’ en aldus aan de invloed van de ambachten onttrokken. Kenmerkend was vooral dat in de Nederlanden de buitenlandpolitiek van het vorige bewind door een nationale politiek werd vervangen. De (Generale of Provinciale) Staten bepaalden vanaf nu samen met de vorst de buitenlandpolitiek en er werd afgewogen wat voor de Nederlanden het gunstigst was, ook als dat tegen de Oostenrijkse belangen inging (zoals het handelsverdrag Magnus Intercursus, dat op 24 februari 1496 tussen Engeland en de Nederlanden werd getekend).
Bij een op 5 november 1495 te Mechelen getekend verdrag, werd het door Maximiliaan gearrangeerd dubbel huwelijk van Filips met Johanna van Castilië en van haar broer, don Juan, met Filips' zuster, Margaretha, besloten. Hiermee raakte het lot van de Nederlanden (tegen de zin van Filips) weer onherroepelijk verbonden met Oostenrijk.

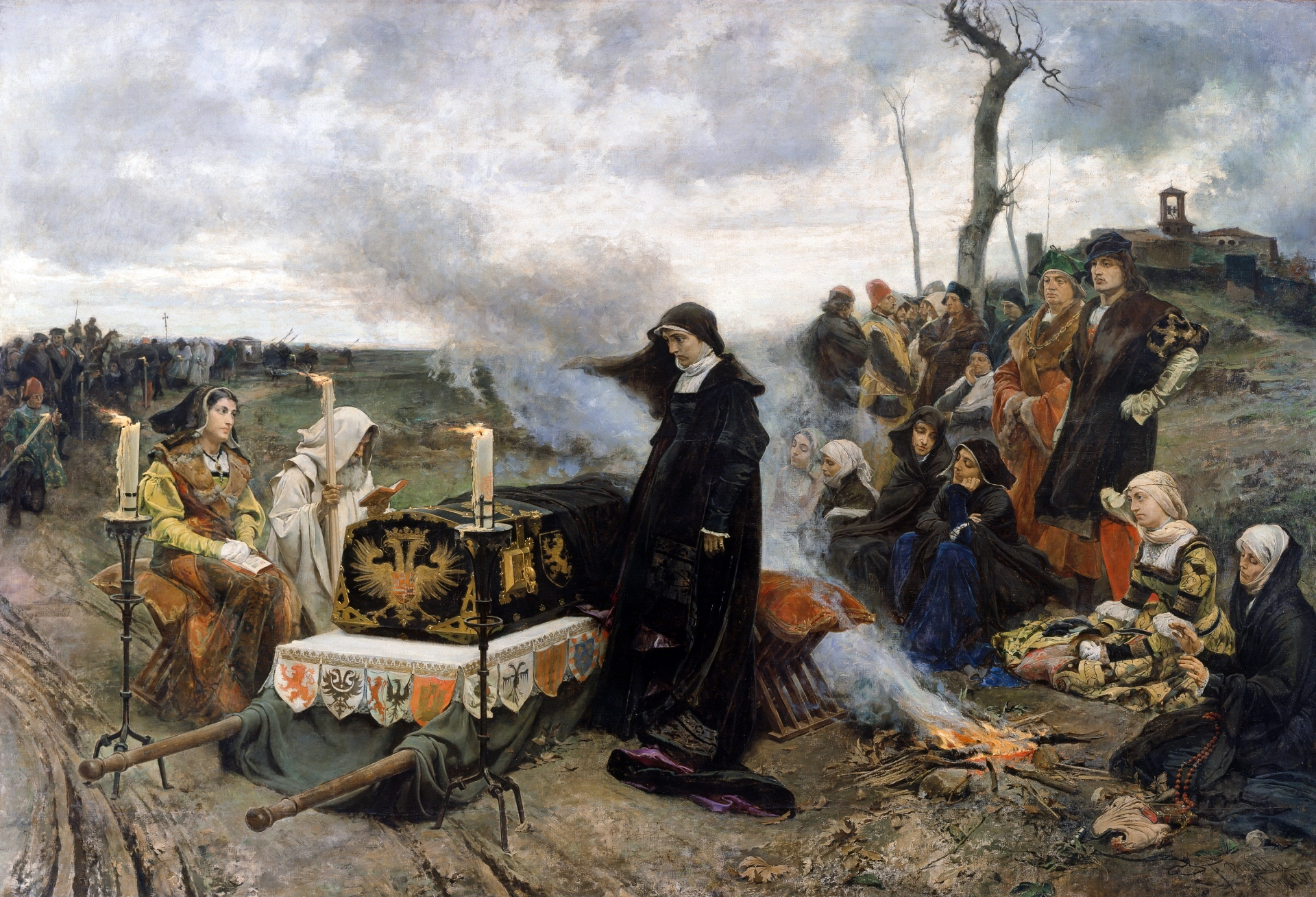
Johanna met de lijkkist van haar man

Na het achtereenvolgens afsterven van haar broer, don Juan (1497), haar zuster Isabella (1498) en van diens zoon, don Miguel (1500), werd Johanna, in hetzelfde jaar waarin Karel V ter wereld kwam, de erfgename van de Spaanse koninkrijken. Als mede-erfgenaam en toekomstig Rooms koning met een gezag dat tot aan de Middellandse Zee zou reiken, kon Filips de Schone nu niet anders meer dan zich van de voogdij van zijn ministers en van de Staten losmaken. Nu hij de toekomstige bezitter van de grootste der Europese mogendheden was geworden, moesten de belangen van de Nederlanden voortaan voor machtiger motieven wijken.
Zijn politiek bleef niet meer nationaal, maar werd, zoals die van zijn vader, tot een dynastieke politiek. Na de onverwachte dood van koningin Isabella I van Castilië op 26 november 1504 nam Filips de titel van koning van Castilië op en reisde op 10 januari 1506 af naar het zuiden, terwijl hij het bestuur van de Nederlanden overliet aan Willem van Croy, heer van Chièvres en tevens zijn belangrijkste raadsheer. Zelf wou hij proberen de kuiperijen van zijn schoonvader Ferdinand het hoofd te bieden. Op 25 september overleed Filips onverwachts te Burgos...

## Onder Keizer Karel V - landvoogdes Margaretha van Oostenrijk (1506-1515)

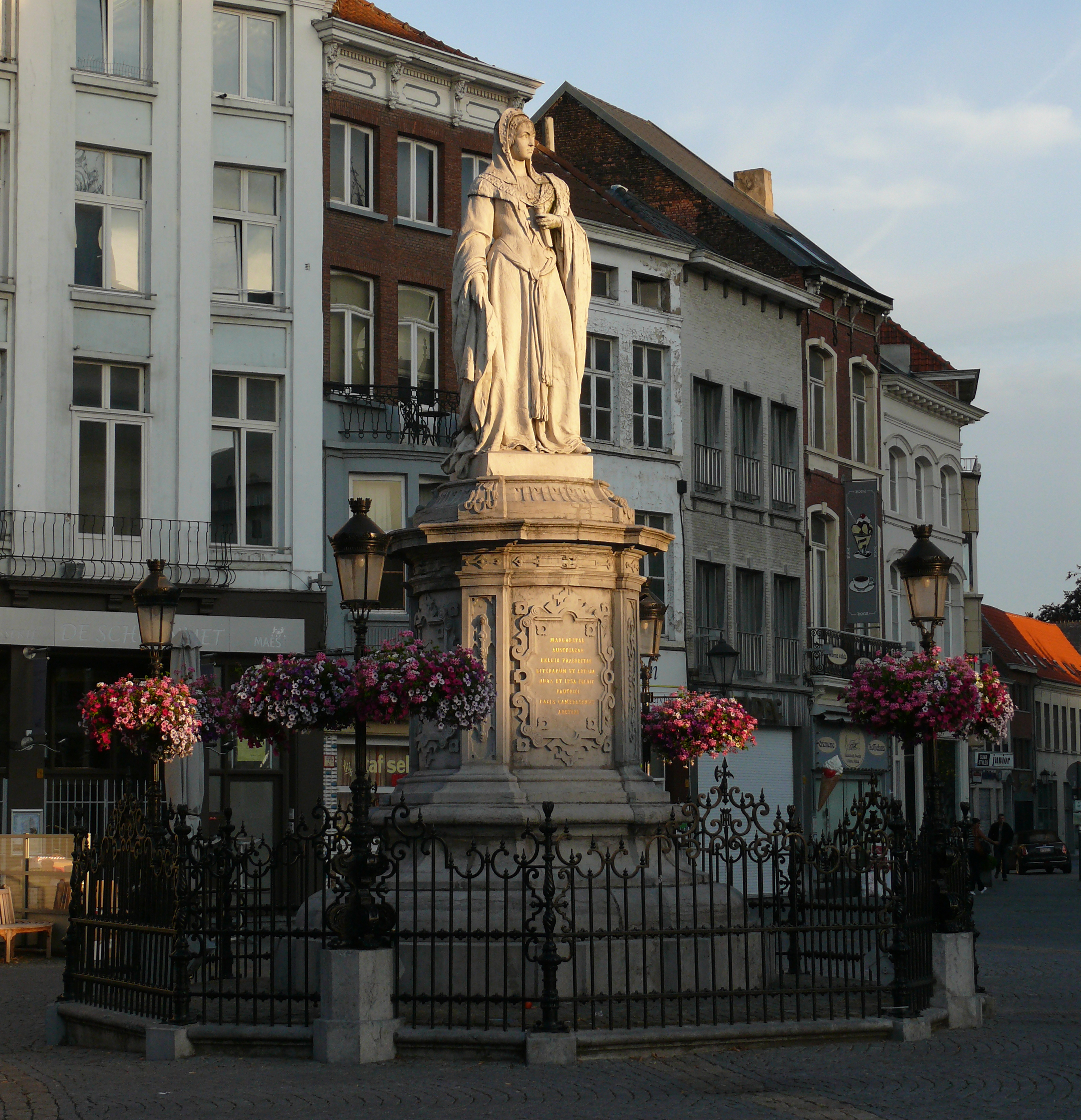
Standbeeld van Margaretha van Oostenrijk in Mechelen

Onmiddellijk eiste Maximiliaan nu namens zijn minderjarige kleinzoon Keizer Karel V het regentschap over de Nederlanden op en stelde zijn dochter Margaretha van Oostenrijk aan voor de feitelijke uitvoering ervan als landvoogdes. Zij zette grotendeels de dynastieke politiek van het Spaans-Habsburgse rijk voort, waarbij de Staten een ondergeschikte rol speelden. Na tweemaal weduwe te zijn geworden besloot zij op 27-jarige leeftijd om tot het einde van haar dagen de weduwekap te blijven dragen. In haar vrije tijd stimuleerde ze de kunsten, nodigde dichters, miniaturisten, schilders en kunstsmeden uit in haar paleis tegenover het 'Bourgondisch hof' in Mechelen, dat weldra een toonbeeld van de verheven kunsten werd. Margaretha wist intussen zeer actief mee het politieke spel te bepalen. Links en rechts werd wel gepoogd haar in conflicten te betrekken, zoals de Gelderse Oorlogen, die al in 1502 waren uitgebroken met voornamelijk Holland, Vlaanderen en Brabant onder leiding van de Habsburgse vorsten aan de ene kant en Gelre, Groningen en de Ommelanden en Friesland, onder leiding van Karel van Gelre aan de andere kant, of door een onverhoedse aanval op de grenzen van Luxemburg vanwege de Luikse prins-bisschop.

### Vrede van Kamerijk (1508)
Toen Maximiliaan aanstalten maakte militair tussen te komen, eisten de Staten opnieuw de vrede. Zij beweerden, dat de oorlog met Gelderland een private twist was, die uitsluitend Brabant aanging en probeerden passief verzet te plegen via hun controle op de geldkraan. Na een eerste aanmaning en een gebod op 24 juni 1508 om ondanks de weigering van de steden de bede in Brabant te lichten, waarmee zij de weerstand wou breken, wierp Margaretha het over een andere boeg. Ondanks haar weerzin tegen Lodewijk XII (die ook Gelderland steunde) koos zij voor vredesonderhandelingen. Zij wist haar vader te overtuigen, dat het behoud van de Nederlanden die opoffering vergde. Bij de onderhandelingen middels de Franse kardinaal van Amboise betoonde Margaretha een diplomatiek talent dat nooit eerder bij Oostenrijkse besprekingen was gekend. De daarop gesloten vrede van Kamerijk bleek over de hele lijn gunstig voor Oostenrijk en voor de Nederlanden, al was dit laatste vooral te danken aan Chièvres, de opvoeder van de kleine Karel.
Het leek er intussen wel op dat Margaretha de smaak van de 'grote' politiek te pakken had, en de oude droom van haar vader en haar overleden broer voor het herwinnen van het hertogdom Bourgondië had overgenomen. In 1513 deed zij Maximiliaan mee in een alliantie stappen van de paus en de koningen van Aragon en Engeland tegen Frankrijk. De oorlogen die daarop volgden bleven weliswaar buiten het grondgebied van de Nederlanden, maar de kosten ervoor werden wel op de Staten verhaald. Margaretha leed een morele nederlaag vanwege de Franse koning die plots vrede met Engeland sloot en de zuster van Hendrik VIII huwde, de verloofde van haar voogdijkind Karel.

### Openlijke vernedering
In december 1514 eisten de Staten-Generaal, aangespoord door minister Chièvres, die al eerder opruiing tegen Margaretha had bewerkstelligd en thans weer van de situatie misbruik maakte, de aanstelling van hun natuurlijke vorst, de nu vijftien geworden Karel. Maximiliaan liet zich door hen vrijkopen voor akkoord, en op 5 januari 1515 werd Karel plechtig voor de te Brussel vergaderde Staten ingehuldigd. Zonder zelfs te zijn geraadpleegd, zag Margaretha zich openlijk vernederd vóór de adel en de Staten het regentschap ontnomen worden. Zij besloot daarna enige tijd teruggetrokken te leven.

## Onder Keizer Karel V (1515-1522)

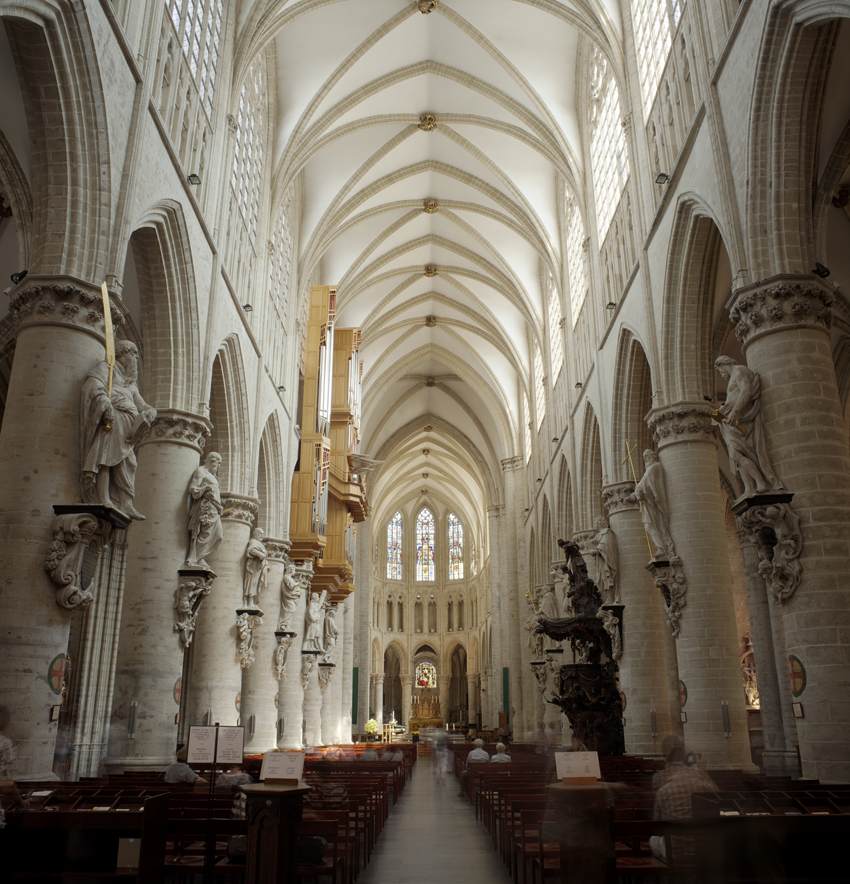
In de Sint-Goedelekathedraal te Brussel liet Karel zich alvast tot koning kronen

Het jaar daarop overleed Karels grootvader, Ferdinand, en erfde zijn moeder Johanna de koninklijke titel van Spanje. Maar toen Karel bericht kreeg dat zij vanwege haar geestelijke toestand niet in staat was te regeren, besloot hij zichzelf alvast in de Sint-Goedelekathedraal openbaar tot koning te laten zalven en vertrok het jaar daarop naar Spanje om er zijn functie waar te nemen. Enige dagen vóór zijn vertrek naar Madrid had hij Maximiliaan melding gegeven van zijn kandidatuur voor het Duitse keizerschap. Het werd duidelijk dat Karel op zijn beurt de koers van de dynastieke staatkunde ging volgen en het lot van de Nederlanden aan het belang van de Habsburgse dynastie ondergeschikt maakte.
Hij deelde hoge ambten uit, zoals aan Chièvres, die admiraal en generaal-bevelhebber van de zeemacht tot opperschatmeester van Spanje werd, en bisschopszetels aan verwanten en medestanders van hem. Die gunsten, verbitterden de Spanjaarden en werden er aanleiding tot de opstand der Comuneros, maar ze verzoenden de grote Nederlandse heren met het nieuwe stelsel, waardoor zij toetraden tot de wereldpolitiek van hun vorst. Nu Chièvres zich daartoe bekende, kon ook het contact met Margaretha weer vlotten. Gattinara werd grootkanselier en op 24 juni 1518 verkreeg Margaretha volmacht om in de Nederlanden alle regeringsakten te tekenen en ambtenaren aan te stellen.
Toen Maximiliaan op 12 januari 1519 overleed, schaarden de hoge heren, Hendrik van Nassau, Antoon van Lalaing, Geeraard van Plaines, Jan van Marnix en zelfs de bisschop van Luik, zich eendrachtig achter de kandidatuur van Karel om keizer te worden. Zijn verkiezing op 28 juni, die in Brussel de 30e bekend was, werd aanleiding voor grootse feesten. Het volk deelde de vreugde en de fierheid van de adel.
Karel vertrok in oktober 1520 na een hartverwarmend bezoek aan de Nederlanden naar Duitsland, nadat hij zijn eerste plakkaat tegen de lutheranen uitgevaardigd had. Daarop vingen vrijwel gelijktijdig de twee oorlogen aan die hij de rest van zijn leven zou voeren: die tegen de Reformatie en die tegen Frankrijk, beide op Nederlandense bodem.
Doornik en het Doornikse, dat door de Engelse koning veroverd en aan Frankrijk geschonken was, werd door Karel ingenomen, en het rechtsgebied van het Frans Parlement over Vlaanderen en Artesië liet hij op 2 januari 1522 opheffen. Daarmee werd het laatste spoor van het Franse opperleenheerschap uitgewist en werden de Bourgondische gebieden één aansluitend geheel over de oude grens van het verdrag van Verdun heen.

## Tweede ambtstermijn van landvoogdes Margaretha van Oostenrijk (1522-1530)

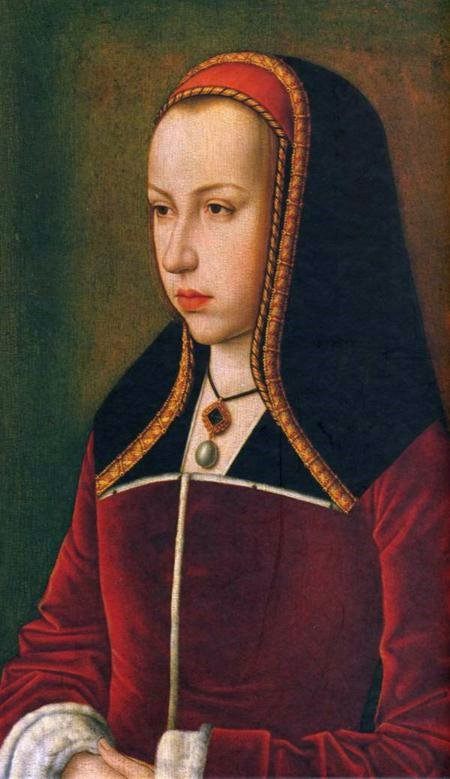
Margaretha van Oostenrijk

Karel verliet in mei de Nederlanden voor de verdere strijd in het zuiden en liet Margaretha verder de ruimste volmachten om de Nederlanden te besturen als een echte onderkoningin. Zij had het recht de ridders van de orde, al de raden en de Staten-Generaal bijeen te roepen, en over alle zaken te laten beraadslagen. Ze oefende het oppertoezicht uit over geldwezen, justitie, landwacht, gouverneurs en stedehouders, en was gemachtigd plakkaten en verordeningen uit te vaardigen ‘als wij zelf zouden doen en gebieden in eigen persoon'.
Zodra Karel op 7 februari 1522 alle Oostenrijkse domeinen van de Habsburgers aan zijn broer Ferdinand had afgestaan werden de Nederlanden echter de facto door Spanje op sleeptouw genomen. De zinnebeeldige onderhorigheid van de Lotharingense grondgebieden onder opperleenheerschappij van het Duitse Rijk veranderde daar weinig aan. De bedoeling was klaarblijkelijk om van de Nederlanden een vooruitgeschoven Spaanse machtspost in het noorden van Europa te maken.
Maar Margaretha is Bourgondische gebleven, en kon het niet over haar hart krijgen de Nederlanden eenvoudig als aanhorigheid van Spanje te beschouwen. Zij volgde soms een koers die inging tegen die van haar neef Karel, zoals ze voorheen tegen Maximiliaan was ingegaan. Zo sloot zij tot grote verontwaardiging van Mendoça en de Castiliaanse ministers, in 1528, toen opnieuw oorlog uitbrak tussen Karel en Frans I van Frankrijk, die nu Hendrik VIII tot bondgenoot had, een bijzonder bestand met Engeland om de handel der Nederlandense gewesten te vrijwaren. Zo ook tegenover koning Christiaan II van Denemarken, sedert 1514 echtgenoot van haar nicht Isabella, en in 1523 door Frederik van Holstein onttroond, waarna hij de wijk naar de Nederlanden had genomen om zich tot weerwraak toe te rusten. Margareta was enkel bedacht op het behoud van de vrede met Frederik, die aan de Hollandse schepen vrije doorvaart door de Sont verleende, en liet de door Christiaan uitgeruste kaperschepen niet aanleggen in de Nederlandense havens. Meer nog, toen Karel V in 1524 het voornemen uitte zijn schoonbroer te hulp te komen en de keizerlijke opperleenheerschappij over de Noordse koninkrijken op te leggen, werkte zij die politiek hardnekkig tegen en sloot een vredesverdrag met Frederik en met de Hanzesteden, die deze op zijn hand had.

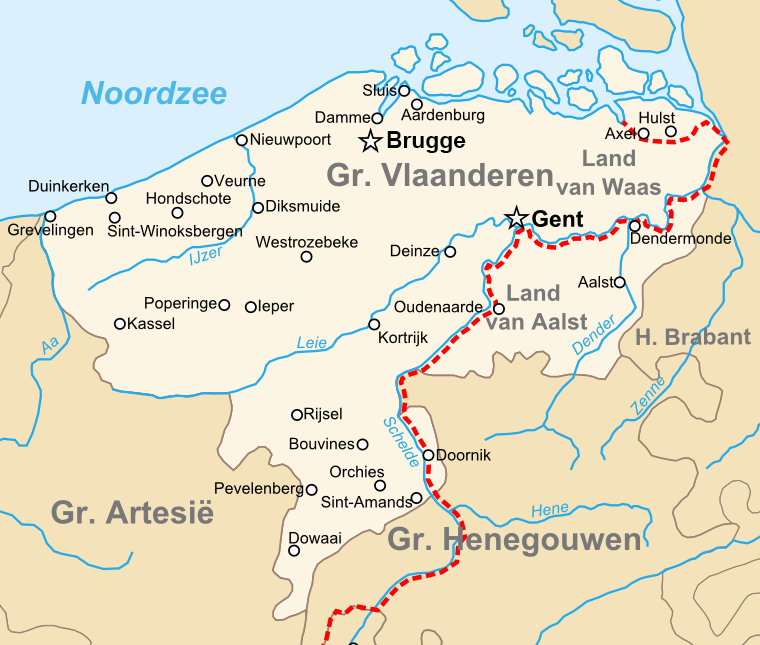
Topografische kaart van het graafschap Vlaanderen aan het einde van de 14e eeuw met de grens van het Heilige Roomse Rijk in het rood. (Rijks-Vlaanderen lag ten oosten van deze grens).

Onder haar regentschap werden ook Friesland - geteisterd door een verwoede strijd tussen Schieringers en Vetkopers -, evenals het vorstendom Utrecht voorgoed bij de Bourgondische gewesten gevoegd. Daarmee was de Bourgondisch geworden Zuiderzee bijna geheel door de Nederlanden omsloten. De door Margaretha onderhandelde vrede van Kamerijk werd ten slotte op 3 augustus 1529 door Frankrijk aangenomen, en bevestigde de veroveringen van de laatste jaren voorgoed. Dit zorgde er o.a. voor dat de Franse koning, Frans I, zijn aanspraken op Kroon-Vlaanderen opgaf. Om de originele plannen van Filips de Goede en van Karel de Stoute te verwezenlijken bleven nu enkel nog Groningen, Drenthe en Gelderland te onderwerpen.
In de nacht van 30 november op 1 december 1530 overleed Margaretha echter in haar paleis te Mechelen. In haar testament stelde zij Karel tot haar enige erfgenaam aan, en wees er op het ogenblik, dat zij de Nederlanden voor eeuwig verliet, met fierheid op, dat deze niet alleen ongeschonden bleven, maar ook ‘merkelijk vergroot’ werden.

## Onder landvoogdes Maria van Hongarije (1530-1558)

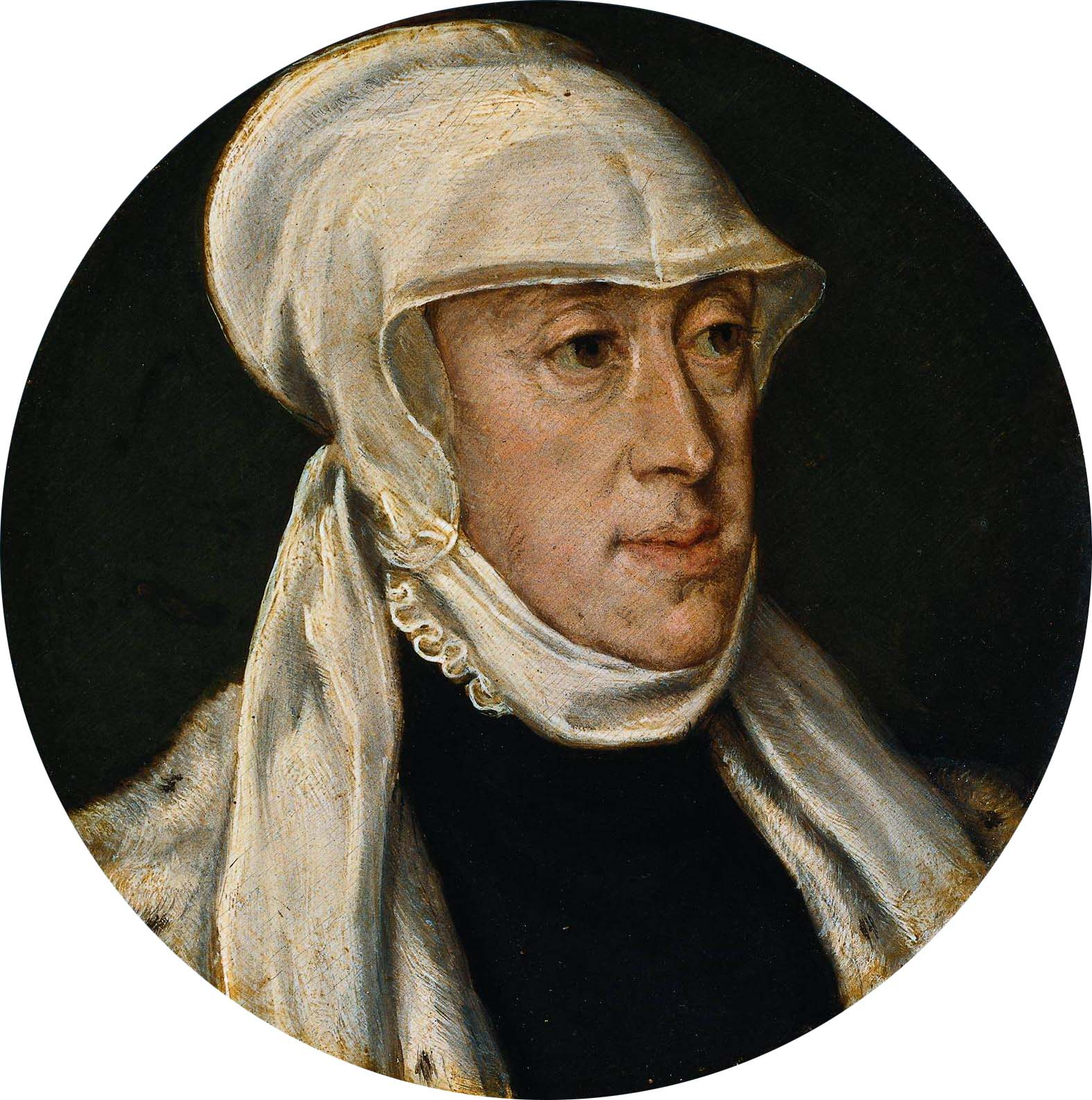
Maria van Hongarije

Na de dood van Margaretha vroeg Karel V zijn zuster Maria van Hongarije het landvoogdijschap over de Nederlanden op zich te nemen. Na een periode van twijfel om haar vrijheid op te geven besloot zij het als haar plicht tegenover de keizer om als opvolgster van haar tante de zware taak voort te zetten. Zij was geen hertogin van Bourgondië zoals deze laatste, en ze miste de geleerdheid, verfijning en kunstzin die Margaretha in de Lage Landen stimuleerde. Maar in de 25 jaar die volgden toonde Maria een opmerkelijk talent inzake praktisch politiek doorzicht en vooral krachtdadigheid. Zij liet zich bij de raadslieden overtuigen van een gunstig onthaal van Karels keuze, en verbaasde haar raadgevers door haar kundigheid op financieel en militair gebied, van vestingbouw tot legeroefeningen. Maria maakte zich spoedig ook alle takken van het bestuur eigen, en beschouwde het een eer om trouw te kunnen dienen. Wanneer zij het nodig achtte, liet zij echter de belangen van de keizer op die van haar onderdanen voorgaan, hetgeen haar uiteindelijk minder geliefd maakte bij het volk.
Maria nam haar intrek niet in Mechelen maar in het oude paleis van de hertogen van Bourgondië in Brussel, dat hierdoor tot hoofdplaats van de Nederlanden werd.

### Eeuwig Edict
Nadat op 24 januari 1531 keizer Karel zich na bijna tien jaar persoonlijk te Brussel vertoonde om de nieuwe landvoogdes aan te stellen, werkte hij bijna permanent aan het opstellen van de drie bestuursraden die de regentes zouden blijven bijstaan. Hij stelde toen ook het Eeuwig Edict op, dat de basis voor de wetgeving van de Nederlanden vormde. In oktober nam hij naar gewoonte afscheid van de Staten om hun de nieuwe toestand over te dragen. Persoonlijk het woord nemend vermaande hij hen, uit alle macht de ketterij te helpen bestrijden en bevestigde dat, zo iemand verwanten of vrienden had ‘die Luyters waren, hy hem vyant soude syn’. Hij vernieuwde het verschrikkelijke plakkaat van 1529 dat ketters met de doodstraf beboette. Zoals Karel wist, was zijn zuster zelf niet geheel afkerig van de Reformatie, en vooral niet van de menselijke houding van verdraagzaamheid die het humanisme voordroeg. Maar ze kreeg de dubbele opdracht het keizerrijk te dienen én de Reformatie te bestrijden.

### Oorlog en vrede
Het beleid van Maria van Hongarije werd al vroeg getest door het conflict tussen Christiaan van Denemarken, die in Holland troepen samentrok, en diens mededinger Frederik van Holstein. Toen Christiaan op 26 oktober 1531 met vijfentwintig bodems en 7000 soldaten de haven van Medemblik richting Noorse kust uitzeilde, schond hij daarmee de neutraliteit die de Nederlanden respecteerden en sloot Frederik onmiddellijk een verbond met Lübeck, waardoor de Sont voor de Hollandse schepen gesloten werd. De eis van Holland om in de Nederlanden alle Deense en Hanzeschepen aan de ketting te leggen, en een Nederlandse oorlogsvloot uit te rusten, stuitte op het particularistisch verzet van de andere gewesten, die niet begrepen dat zij gemeenschappelijke belangen hadden. Vlaanderen en Antwerpen wensten zich buiten het conflict te houden, maar Maria koos onmiddellijk partij voor Holland, dat voor haar als gewest onlosmakelijk deel uitmaakte van dat ene rijk der Nederlanden, toebehorend aan dezelfde landsheer. Toen daarna, als gevolg van het onderbreken van de handel, de prijzen enorm stegen nam de ontevredenheid toe, werd de landvoogdes door de ambachten verwenst en brak zelfs opstand uit in Brussel. Maar Maria gaf niet toe en het was na de dood van Frederik op 10 april 1533, dat zij gebruikmakend van de verwarring die daarbij in Denemarken ontstond, een gunstig vredesverdrag in de wacht sleepte dat dertig jaar duurde. Een intussen in de Nederlanden uitgeruste vloot van 40 schepen kon onder admiraal Geeraard de Merckere rustig de Bourgondische vlag in de Sont voeren, omdat Lübeck daar nu geheel alleen stond.
Op 10 december 1536 aanvaardde Karel van Egmont de vrede van Grave, waarbij hij Groningen en Drenthe aan Karel V afstond, en hem ook als zijn erfgenaam in het hertogdom Gelderland en in het graafschap Zutphen erkende. Dit betekende een nieuwe uitbreiding van het Nederlandense grondgebied.
Op 3 mei 1537 tekende Christiaan III van Denemarken met Maria van Hongarije een driejarig bestand dat de vrede inleidde. Vanaf 1542 tonen de ontvangsten van de in de Sont gelichte Pfundzoll, dat het verkeer van Hollandse schepen de tien volgende jaren vertienvoudigde. Van toen af nam de Hollandse koopvaardij in de noordse wateren voorgoed de plaats van de Hanze in.
In de oorlog met Frankrijk had Maria, naar Margaretha's voorbeeld in 1528, de neutraliteit van de gewesten willen verklaren. Maar Karel V stond dat niet toe en zij moest zich in een oorlog verwikkelen die door iedereen, behalve door de edelen die de krijgsbenden aanvoerden, terecht verafschuwd werd en waarvoor er geen geld was. Na een vergeefse belegering van Péronne moest de graaf van Nassau de aftocht laten blazen, waardoor nieuwe veldtochten zich aandienden, terwijl de kas leeg was. Voor de onbetaald gebleven schuld moest de interest van 14 naar 20 % verhoogd worden, waardoor er opstand begon te dreigen.
Maria wenste opnieuw over de neutraliteit van de Nederlanden te onderhandelen, en opnieuw weigerde Karel dit. Maar hij weigerde ook het ontslag dat zij hem aanbood. De houding van de op het einde van 1536 bijeengeroepen Statenvergadering was niet gunstig. De Vlamingen verklaarden ronduit, dat ‘zij niet rijk genoeg waren om de keizer Frankrijk en Italië te helpen veroveren’.
Toen echter Frans I Vlaanderen en Artesië opnieuw ‘in volle recht eigendom der kroon verklaard’ had en op 16 maart 1537 de grens overstak, vergaderden acht dagen later de in allerijl te Brussel bijeengeroepen Staten-Generaal. Maria en rekwestenmeester van de Geheime Raad Lodewijk van Schore drongen aan op de noodzaak om de overweldigers te verdrijven en deden ook beroep op de gehechtheid van de gewesten aan hun privileges. De keizer liet volgens hen zijn onderdanen in het bezit van hun vrijheden, terwijl algemeen geweten was dat Frans I de zijne in dienstbaarheid hield, ‘zoals men wel kan vaststellen in de gewesten, die hij van het Bourgondisch huis in bezit houdt’. Brabant verklaarde zich bereid tot de verdediging van de overweldigde gewesten bij te dragen, omdat al de provinciën ‘makende een corpus, daer de keyserlicke majesteyt dat hoeft van es’, één lichaam uitmaken, waar zijne keizerlijke majesteit het hoofd van is. De Staten besloten een maandelijkse belasting van 200.000 carolussen als soldij van een leger van 30.000 man te bewilligen. Gent alleen maakte bezwaar. Maar de door de landvoogdes en de Staten der Nederlanden getroffen verdedigingsmiddelen ontmoedigden de koning van Frankrijk dermate, dat hij enkel nog wat dorpen van Artesië en aan de Henegouwse grens in brand stak, en eind april afdroop om in Italië te gaan oorlogen. Er bleven hem nog slechts wat bezettingen in Picardië. Op 30 juli werd te Bomy (nabij Theruanen) een bestand voor de ganse noorderstreek getekend, op 16 november gevolgd door het bestand van Monçon en later op 18 juni door dat van Nizza, waarmee een nieuw tijdvak van vrede aanbrak.
De tweede opdracht in de missie van Maria van Hongarije was de strijd tegen het opkomend lutherdom. In 1534 stelde zij voor de Staten vast dat er wel nog verborgen kernen van aanhangers waren, maar dat de ijveraars thans wegbleven en dat de nieuwe leer geen volgelingen meer won. Maar ongemerkt had zich een andere staatsgevaarlijke sekte in de Nederlanden genesteld. De anabaptisten predikten geweld om door het zwaard 'het rijk des Heren te stichten'. Een op 1 juni 1535 uitgevaardigd edict stelde de anabaptisten de facto buiten de wet, door ieder die hun leer aanhing met de dood te straffen.

### De Gentse Opstand

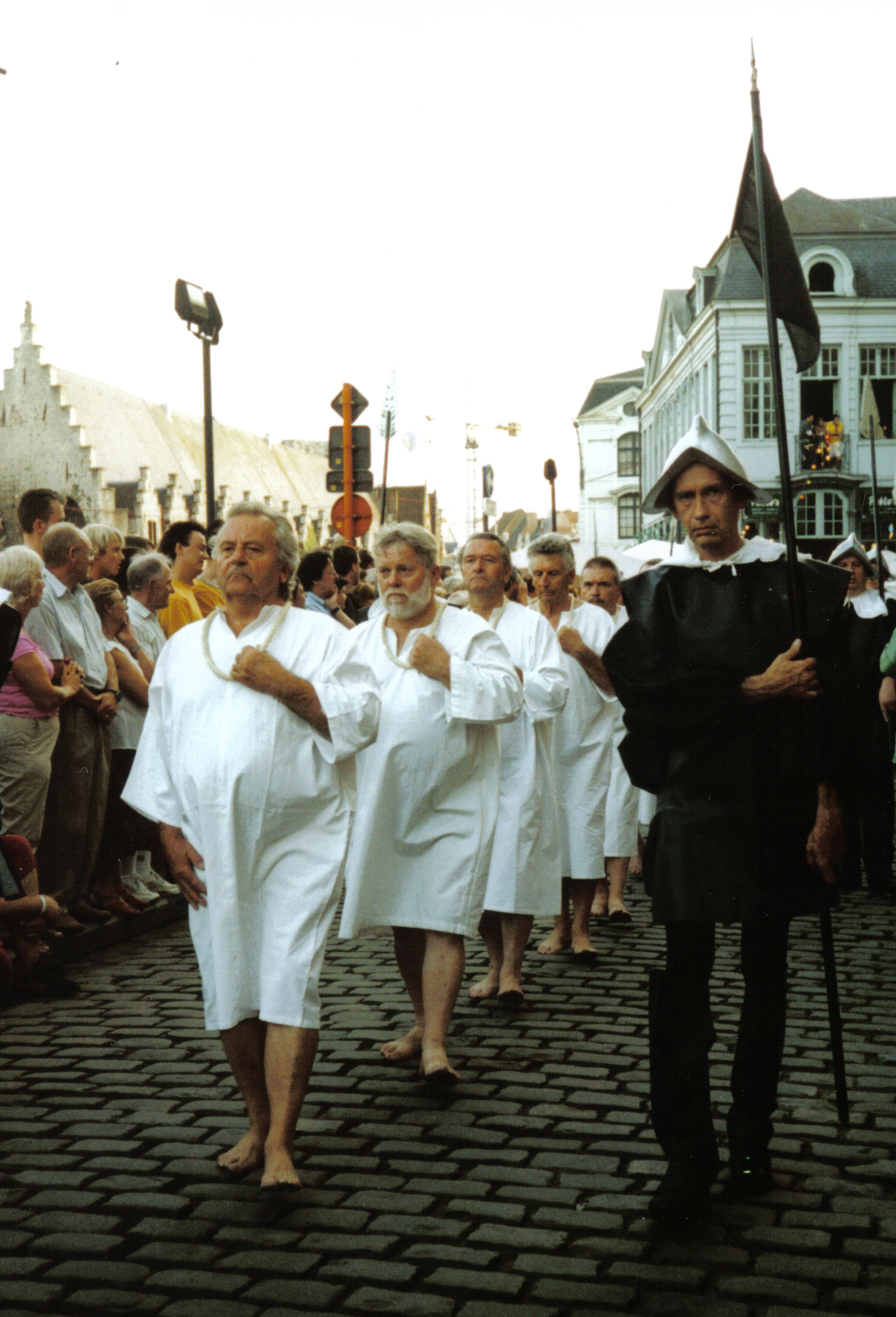
Stroppendragers gedurende het jaarlijks Festival van Gent.

De levensduurte schiep niet enkel een voedingsbodem voor de godsdienstige sekten, maar was ook hier en daar aanleiding voor opnieuw opduikend particularisme. In 's Hertogenbosch in 1525 en in Brussel in 1532 brak zelfs oproer uit geleid door de ambachten, die hun vroeger overwicht in het stadsbestuur wilden heroveren. De centralisatie van het bestuur had ertoe geleid dat commissarissen van hoger hand werden aangeduid om de gemeentelijke mandatarissen te kiezen. Hierdoor was de werkelijke macht van de ambachten en gilden erg geslonken. In Gent groeide een gelijkaardig oproer op 15 augustus 1539 uit tot een proletariërsoproer, de Gentse Opstand. Toen ook het gemeen in de Vlaamse steden Oudenaarde, Kortrijk, Ieper, Rijsel, Armentiers en Geraardsbergen een dreigende houding aannam, vreesde de landvoogdes dat de anabaptisten weer de kop zouden opsteken. Maar het proletariaat van de verschillende steden, bestaande uit gezellen, leerjongens en loonarbeiders, had nog geen eigen klassebewustzijn en kon zich ook niet verenigen. Karel liet de toestand dus blauwblauw, totdat hij vernam dat de Gentenaren bewust zijn gezag trotseerden, hem 'natuurlijke vorst' in plaats van 'opperste vorst' noemden, en bovendien een poging tot inroeping van militaire hulp bij de koning van Frankrijk, Frans I, hadden ondernomen, zoals hun moedige voorvaderen tachtig jaar eerder hadden gedaan, besloot hij zijn gezag voorbeeldig tegenover de hele Nederlanden te bevestigen. Uit Spanje terugkerend (in feite op doortocht om zaken in het Duitse gebied te regelen) verscheen hij op 21 januari 1540 met een leger in Valencijn.
Na enkele dagen rust maakte Karel plots zijn bedoelingen kenbaar. Vergezeld van de koningin van Hongarije en een aantal Nederlandense heren met hun wapenknechten en van 5000 Duitse voetknechten trad hij op 14 februari, te midden van algemene verslagenheid, de stad binnen en verbleef er tot 12 mei in het Prinsenhof, waar hij geboren was. Daar regelde hij met ingehouden woede de 'Karolijnse concessie' met afschaffing van alle Gentse privileges, en de voorwaarden waaraan de stad in de toekomst zou moeten voldoen. Niet alleen zouden de schepenen van Gent, evenals die van de andere steden in de Nederlanden, nu door de vorst aangesteld worden, maar ook werden alle zelfstandige organisaties en gestelde lichamen afgeschaft. De ‘collatie’ (grote gemeenteraad) werd vervangen door een vergadering van enkele door de baljuw en de schepenen aangewezen afgevaardigden van de parochiën, die bij stemmenmeerderheid besliste. De ambachten werden herleid tot nijverheidsgroepen, onderworpen aan het strenge toezicht van magistraten, hun dekens door ‘oversten’ vervangen, op hun beurt door de baljuw en de schepenen aangesteld.
Met deze opzienbarende nederlaag van Gent eindigde een tijdvak in de geschiedenis van de Nederlanden. De gemeentepolitiek en inmenging van de ambachten in de openbare zaken eindigde hier en verzet tegen het monarchaal gezag kon enkel nog in de Statenvergaderingen worden geuit.
Maar de kooplieden, die altijd vrijheid van koopmanschap plegen te vragen en te Gent niet wilden wonen of verkeren ter wille van de buitensporige vrijheden van de poorters, kwamen er zich thans in groten getale vestigen. Verlost van de knellende banden der ambachten bereikte de nijverheid een hoge bloei. Gent groeide uit tot 'de grote markt van het Vlaams linnen', en toen de Terneuzense vaart, aangevat in 1547, haar een uitweg naar zee schonk, beleefde de stad een nieuw tijdperk van groeiende welvaart.

### De Gelderse Kwestie

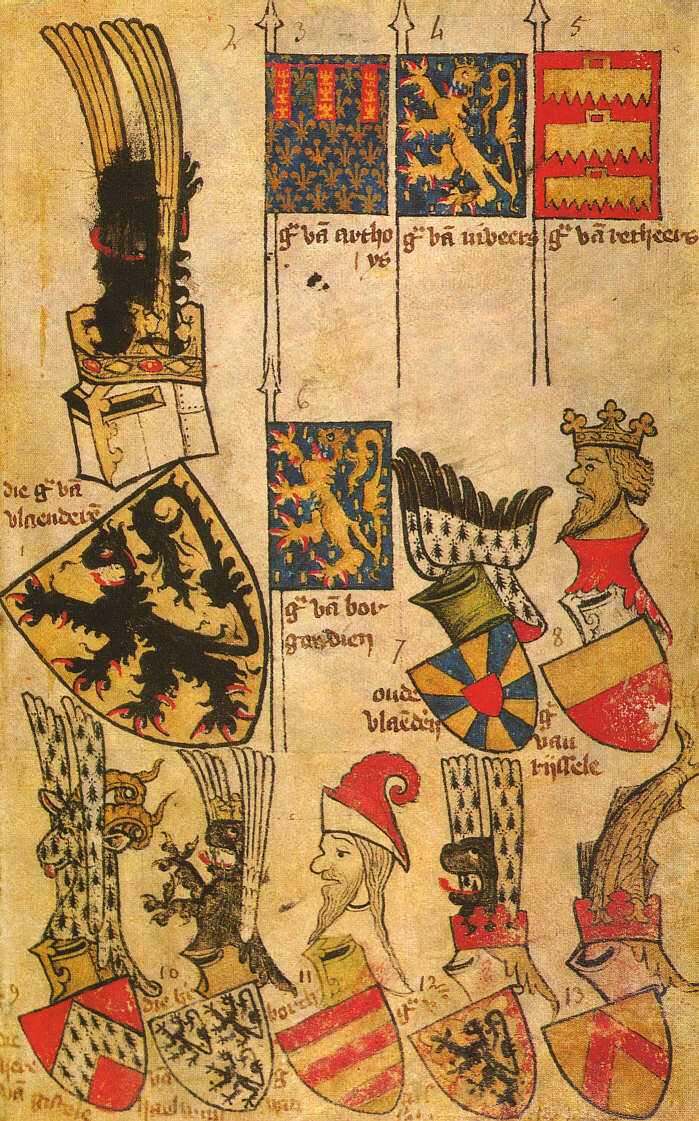
Blad uit het Wapenboek Gelre

In 1540 dreigde er opnieuw oorlog voor de Nederlanden toen de koning van Frankrijk op 17 juli een bondgenootschap sloot met de nieuwe hertog van Gelderland, Willem van Kleef, waardoor de oude Gelderse kwestie weer in een kritieke fase trad. Zijn voorganger Karel van Egmont had bijna vijftig jaar lang Gelderland van de Bourgondische inpalming kunnen vrijwaren. Het was echter vooral de spanning tussen de twee grote mogendheden van de westelijke wereld, en bepaald het bondgenootschap met het huis Valois, dat Gelderland zo lang zijn onafhankelijkheid liet houden. Voor Frans I was het in zijn twisten met de keizer immers van onschatbare waarde, dat het hart van de Nederlanden in het noorden bedreigd werd, terwijl hijzelf ze in het zuiden kon aanvallen. Maria van Hongarije, de landvoogdes, vreesde dus voor een te duchten territoriale mogendheid aan de rand van de Nederlanden, nu Willem, die reeds erfgenaam was van de hertogdommen Kleef en Gulik en van de graafschappen Berg en Mark, ook Gelderland bij zijn erven voegde. Eind 1537 had zij hem laten weten, dat de keizer nooit van zijn rechten op Gelderland zou afzien. En om dit plechtig te bevestigen had zij enige dagen later de Grote Raad van Mechelen bevolen bij de lange lijst van Karels titels ook die van hertog van Gelderland en graaf van Zutphen te voegen. Toen Maria, na het overlijden van zijn vader op 7 februari 1539, Willem aanmaande om Gelderland te ontruimen, nadat zij er door verraad reeds meerdere steden had weten te bemachtigen, en toen Karel V daarop ook nog weigerde hem het verlof voor zijn vaderlijke erfenis te verlenen, kon Willem weinig anders dan gaan vechten. Hij rekende op steun van de protestantse vorsten van Duitsland, die de toenemende macht van de keizer met lede ogen aanzagen, en ook van Hendrik VIII, die toen juist met Karel V overhoop lag, en natuurlijk van Frans I, die een nieuwe oorlog voorbereidde.
Toen dan op 6 januari 1540 de koning van Engeland te Greenwich trouwde met Anna van Kleef, zuster van Willem, en die zelf op 4 juli van het volgend jaar zich verloofde met Johanna van Albret, nicht van de Franse koning, werd de Gelderse kwestie een Europese kwestie. Ze legde de basis voor de diplomatieke kuiperijen en staatkundige en godsdienstige ijverzucht van de drie grote Staten in de westerse wereld.

Hertogdom Gelre

In 1542 was het dan zover. Toen Karel V voor de muren van Algiers een strijd tegen de Moren verloor, zag Frans I zijn kans schoon om tot de aanval over te gaan. Hij had zorgvuldig de bondgenootschappen voorbereid met Willem van Kleef, met de paltsgraaf, en de keurvorsten van Mainz en van Saksen, van Denemarken, van Zweden, en Schotland. Hij had bovendien reeds de buit bij voorbaat verdeeld: de koning van Denemarken kreeg Holland en Friesland, de hertog van Kleef ontving Brabant, terwijl hij zelf Vlaanderen en Henegouwen zou houden. Maria had wel zelf al voorbereidingen genomen door de vestingen te laten herstellen en een leger in staat van paraatheid te brengen. In juli 1542 begonnen de vijandelijkheden en werden de Nederlanden van alle windstreken tegelijk aangevallen. Maar Maria had de noorder- en zuidergrenzen met troepen bezet onder de bevelen van Renatus van Nassau, prins van Oranje, van de hertog van Aarschot, van de graven van Buren en van Roeulx en deze hielden behoorlijk stand. Intussen was Karel V in het voorjaar van 1543 ijlings onderweg met een troepenmacht van 26.000 Italianen, Spanjaarden en lansknechten, en begaf zich daarmee recht naar Gelderland om een definitief einde aan de Gelderse kwestie te maken. Enkele dagen volstonden om Willem te bedwingen. Düren werd op 22 augustus belegerd en na twee dagen stormenderhand ingenomen.

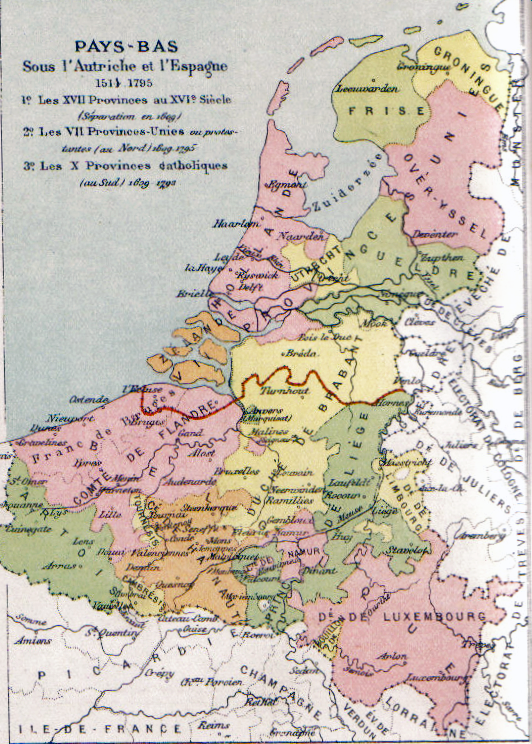
De Zeventien Provinciën (in rood de lijn van de latere afscheiding der Noordelijke Nederlanden van de Zuidelijke)

Op 7 september moest de verschrikte hertog zich onderwerpen. Met het verdrag van Venlo deed hij afstand van al zijn rechten op Gelderland en Zutphen. De vereniging van de Nederlanden was nu een feit. De inlijving van dat gewest, door Filips de Goede al beproefd en ooit door Karel de Stoute kortstondig verwezenlijkt, diende de veiligheid en de samenhang der provinciën, vanaf nu zeventien in getal. De verovering van Gelderland vergrootte niet alleen hun grondgebied, maar vrijwaarde hen ook voortaan tegen aanvallen langs het noorden. Nadat ook Kamerijk was ingenomen trok Frans I zich terug, en erkende de neutraliteit van die aloude bisschopsstad. Die bleef, evenals het prinsbisdom Luik, tot begin 17e eeuw onder het protectoraat van de Nederlanden. De in november opgerichte burcht daar zou voortaan de zuidgrens van de Bourgondische gewesten dekken, samen met de burchten van Mariembourg, Philippeville en Charlemont. In het hart van het land werd Antwerpen door een systeem van vestingen omgeven, dat lang als een meesterwerk inzake krijgsbouw gold. Al deze grote verdedigingswerken leverden aan de Nederlanden de uitstraling van een moderne Staat. De oorlog zelf werd het jaar nadien in Lotharingen en in Frankrijk gevoerd en eindigde op 18 september 1544, met de Vrede van Crépy.

De Lage Landen in 1560.
Spaanse Nederlanden
Prinsbisdom Luik
Abdijvorstendom Stavelot-Malmedy
Kamerijk en het Kamerijkse

Vanaf dat jaar verbleef Karel V nu bijna ononderbroken in de Nederlanden. Hij liet zich in het noorden weerhouden door de protestanten en door de nieuwe oorlog van Frankrijk na de dood van Frans I. Hendrik II van Frankrijk richtte namelijk al zijn pijlen op de Nederlanden, zodat tegen het eind van het bewind van Karel V de Bourgondische gewesten het slagveld voor beide grote mogendheden werden. De daaraan verbonden beden (nauwelijks anderhalf miljoen pond per jaar gedurende het eerste deel van het bewind) liepen op tot zes miljoen in 1552, en tot zeven in 1555. Verpletterende leningen onder waarborg van de steden en provinciën putten het krediet der Nederlanden dusdanig uit, dat financiële crisissen niet ver weg meer waren, zelfs van het uiterst solvabele Antwerpen.

### Transactie van Augsburg: de Nederlanden staatkundig één geheel
Op 25 oktober 1548 werd de voor de Nederlanden zeer gunstige Transactie van Augsburg, waarmee de Zeventien Provinciën door de Rijksdag als staatkundig geheel werden erkend en feitelijke onafhankelijkheid verkregen, aan de Statenvergadering voorgelegd en zonder meer aangenomen. De aan de verschillende provinciale Staten voorgelegde en door hen aangenomen Pragmatieke Sanctie bracht in 1549 voor de Bourgondische gewesten eenheid in het opvolgingsrecht, zodat ze alle onder dezelfde vorst zouden blijven. Tot in 1552 werd de aan de Bourgondische Kreits, waarvan de Nederlanden het grootste deel uitmaakten, opgelegde deelname in de rijkslasten (hooguit 80.000 gulden) regelmatig betaald zonder dat daar extra belastingen voor hoefden opgelegd te worden.

De Bourgondische Kreits binnen het Heilige Roomse Rijk. Na de Transactie van Augsburg in 1555.

Maar de geschiedenis wacht niet. Op 26 september 1551 werd de oorlogsverklaring van de Franse koning aan Karel V te Brussel afgekondigd. Het bleek een gezamenlijke poging van Hendrik II en de protestantse vorsten om de macht van Karel V te doen wankelen. De Fransen richtten hun eerste aanvallen tegen Lotharingen, maar spoedig verlegde het front zich naar de grenzen van de Nederlanden, waar Luxemburg en Henegouwen belaagd werden. In 1553 veroverden de Keizerlijke troepen de steden Terwaan (Thérouane) en Hesdin, die zij geheel verwoestten en verbrandden. Het jaar daarop trok de Franse koning vanuit Artesië door de Maasvallei en moest Mariembourg zich overgeven. Na Bouvignes te hebben bestormd en aan de vlammen prijsgegeven trok het Franse leger naar Dinant, dat spoedig de poorten opende. In Luik wachtten keizerlijke versterkingstroepen uit Duitsland, in Brussel had landvoogdes Maria van Hongarije de burgers bewapend. Meerdere steden en vestingen werden vernield totdat Hendrik II op 4 augustus eindelijk terugweek, nadat Karel troepenversterking van zijn zoon uit Spanje had gekregen. Maar zowel keizer als koning waren aan het eind van hun krachten en hun financies, en besloten tot onderhandelen.
Op 5 februari 1556 tekenden zij het op de statu quo gebaseerde vijfjarig bestand van Vaucelles. Vanaf die ondertekening behoorden de Nederlanden Karel niet meer toe.
Na het door Karel gearrangeerd huwelijk van zijn zoon Filips II met Maria Tudor op 25 juli 1554 in Londen, had hij deze reeds ontboden te Brussel op 8 september 1555. Op 25 oktober verscheen de keizer, nog in de rouw over zijn moeder, die kort te voren gestorven was, met de ene hand steunend op een stok, met de andere op de schouder van de prins van Oranje, voor de laatste maal vóór de Staten, namelijk om voor hen de heerschappij op zijn zoon over te dragen. Ook de landvoogdes bewoog de heren van de Staten tot weemoed, toen zij aankondigde haar broer te zullen volgen in zijn afzondering. Na de ondertekening van het bestand van Vaucelles te hebben bijgewoond vertrok Karel V op 14 september 1556, samen met zijn zusters Maria en Eleonora, vanuit Vlissingen naar Castilië.